# Iglesia de Nuestra Señora de la Asunción (Alberite de San Juan)
La iglesia parroquial de Nuestra Señora de la Asunción de Alberite de San Juan pasó, junto a la localidad, a jurisdicción de la Orden de San Juan del Hospital, integrándose en la encomienda de Ambel tras la disolución de la Orden del Temple en 1307. Constituye un interesante ejemplo que corrobora la aceptación por parte de la Orden hospitalaria de la tradición mudéjar, aunque se interrumpió el proyecto original tras la construcción del ábside, cambiando de materiales y decoración.
El templo, perteneciente a la tipología de nave única, de cuatro tramos con ábside pentagonal, cubierta con crucería sencilla, puede datarse en el siglo XIV, momento de plenitud en la tradición mudéjar; la torre, a los pies, es de época moderna.
De la construcción mudéjar destaca especialmente el ábside, construido en ladrillo a soga y tizón, sin contrafuertes. Al exterior presenta, a un tercio de la altura, una faja decorativa de arcos mixtilíneos entrecruzados, enmarcada por sendas finas líneas de esquinillas; este motivo del arco se utiliza desde mediados del siglo XIV, constituyendo no sólo uno de los motivos decorativos más antiguos sino una manifestación peculiar del mudéjar aragonés, de precedentes locales.
En la parte superior del ábside se abren cinco ventanales, uno por cada paño, en arco apuntado, sin derrame, con parteluz y jambas de fuste octogonal, soportando arcos apuntados con el intradós lobulado, que se cruzan formando rombos mixtilíneos cerrados por ataurique, o se coronan con óculos con tracería calada. Estos vanos van cerrados tanto al interior como al exterior por ricas yeserías; los vanos poseen algunos capiteles también en yeso, tallado con perfil corintio y cestillos decorado por hojas de ataurique, como una interpretación mudéjar de los capiteles taifales de la Aljafería.
- Datos: Q27665001
- Multimedia: Señora de la Asunción, Alberite de San Juan / Q27665001